# バイエルン民族党
バイエルン民族党 (バイエルン党、ドイツ語: Bayernpartei、BP) はドイツにおける地域政党。バイエルン・キリスト教社会同盟と共にバイエルン人の独立精神の一例として引き合いに出される事も多い。
ドイツ南部で独自の歴史と文化を育んできたバイエルン地方とバイエルン人（バイエルン民族）の意見を代表する事を党是とし、自らの政党を「シュヴァーベン人、フランコニア人、及びアルト・バイエルン人（古きバイエルン人の意）の党」と規定している。基本的には地方政治・地方分権の範囲内で郷土主義や自治主義を掲げているが、ドイツ連邦共和国からの完全な分離独立も政治的選択肢として否定していない。
欧州議会においてはスコットランド民族党（国民党）、プライド・カムリ、カタルーニャ共和主義左翼などと共に欧州自由同盟に加盟している。

## 党史

### 前史
バイエルン民族党の歴史はドイツ統一直前の1870年12月13日にプロイセン王国でキリスト教民主主義をスローガンに結党された中央党に遡る事ができる。ドイツ帝国議会の設立後、中央党は全国政党を志向して各地に支部を置き、程なくプロイセン主導のドイツ帝国に併合されたバイエルンにも中央党支部が設置された。キリスト教の影響力が強いバイエルンで中央党は一定の支持を集めたが、バイエルン民族の自治を求める運動が失われる事はなかった。
1919年、第一次世界大戦に敗れたドイツ帝国が崩壊した事でバイエルン再独立の機運が高まると、1921年に中央党のバイエルン党支部はバイエルン人民党として独自活動を始めた。ヴァイマル共和国の打倒とバイエルン独立の両立を目指すバイエルン総督グスタフ・フォン・カールを支持し、同じくバイエルンを根拠地とする人種主義政党のナチスとも共同戦線を張った時期もあった。しかし地方主義やバイエルン民族主義を否定して大ドイツ主義を掲げるナチスとは路線が噛み合わず、ミュンヘン一揆後は敵対関係となり、アドルフ・ヒトラーによるナチス・ドイツ政権下ではドイツ共産党などと並んで解散を命じられた。

### 結党後
1945年、第二次世界大戦でナチス・ドイツが敗戦して東ドイツと西ドイツが成立する中、西ドイツに属したバイエルンでは人民党の元党員らが集まり、1946年10月28日にバイエルン民族党を結党した。1949年、西ドイツで行われた第1回総選挙のバイエルン選挙区で20.9%の得票を集め、連邦議会に17議席を獲得して国政に進出している。翌年の州議会選挙では同じバイエルン人民党の後継政党で、第1党のバイエルン・キリスト教社会同盟の支持層を切り崩して17.9%を得票し、39議席を配分されて第3党となった。一方で重複する支持層の票が割れた事でドイツ社会民主党が第1党となってしまい、以後はバイエルン・キリスト教社会同盟の猛烈な巻き返しを受けるようになった。
時代が進む中でバイエルンの右派や郷土主義者の票はキリスト教社会同盟に一本化され、民族党の党勢は衰えた。それでも1950年代から60年代は一定の議席を維持したが、1970年代には連邦議会・州議会の全議席を喪失した。しかし現在もバイエルン民族党はバイエルンにおける古参の地域政党として活動を続け、バイエルン州内の県議会やミュンヘン市議会では依然として議席を獲得している。全国政党であるドイツキリスト教民主同盟の党支部としての側面が強いバイエルン・キリスト教社会同盟よりも郷土問題に関しては強硬な姿勢を掲げている。2013年、バイエルン州議会での得票率が前年の11万票から24万票と2倍に急増し、議席復活に大きく前進した。また県議会（行政区議会）ではオーバーバイエルン行政管区、ニーダーバイエルン行政管区、オーバープファルツ行政管区 、シュヴァーベン行政管区で県議会議員が当選している。
2014年、躍進したスコットランド民族党がスコットランド独立投票を行った事を受けて、バイエルン独立投票の実施を提起している。

## 得票率（県議会・市町村議会を除く）

2013年の州議会選挙における得票率

| 年度 | バイエルン州議会 | ドイツ連邦議会 | 欧州議会 |
| ---- | ---------------- | -------------- | -------- |
| 2014 |                  |                | 1.3 %    |
| 2013 | 2.1 %            | 0.9 %          |          |
| 2009 |                  | 0.7 %          | 1.0 %    |
| 2008 | 1.1 %            |                |          |
| 2005 |                  | 0.5 %          |          |
| 2004 |                  |                | 1.0 %    |
| 2003 | 0.8 %            |                |          |
| 2002 |                  | 0.1 %          |          |
| 1999 |                  |                | 0.4 %    |
| 1998 | 0.7 %            | 0.4 %          |          |
| 1994 | 1.0 %            | 0.6 %          | 1.6 %    |
| 1990 | 0.8 %            | 0.5 %          |          |
| 1989 |                  |                | 0.8 %    |
| 1987 |                  | 0.4 %          |          |
| 1986 | 0.6 %            |                |          |
| 1984 |                  |                | 0.6 %    |
| 1982 | 0.5 %            |                |          |
| 1978 | 0.4 %            |                |          |
| 1974 | 0.8 %            |                |          |
| 1970 | 1.3 %            |                |          |
| 1969 |                  | 0.9 %          |          |
| 1966 | 3.4 %            |                |          |
| 1962 | 4.8 %            |                |          |
| 1958 | 8.1 %            |                |          |
| 1954 | 13.2 %           |                |          |
| 1953 |                  | 9.2 %          |          |
| 1950 | 17.9 %           |                |          |
| 1949 |                  | 20.9 %         |          |